# Mucuna thailandica
Mucuna thailandica är en ärtväxtart som beskrevs av Chawalit Niyomdham och Wilmot-dear. Mucuna thailandica ingår i släktet Mucuna och familjen ärtväxter. Inga underarter finns listade i Catalogue of Life.